# Prezza
Prezza est une commune de la province de L'Aquila, dans les Abruzzes, en Italie.

## Administration
| Période                                  | Période  | Identité         | Étiquette    | Qualité |
| ---------------------------------------- | -------- | ---------------- | ------------ | ------- |
| 30 mai 2006                              | En cours | Attilio Forgione | Lista Civica |         |
| Les données manquantes sont à compléter. |          |                  |              |         |

### Hameaux
Campo di Fano, Colli di Prezza.

### Communes limitrophes
Anversa degli Abruzzi, Bugnara, Cocullo, Goriano Sicoli, Pratola Peligna, Raiano, Sulmona.

### Évolution démographique
Habitants recensés